# TW Рака
TW Рака (лат. TW Cancri) − затменная переменная звезда типа Алголя. Находится в созвездии Рака. Это холодный жёлтый гигант класса G.

## Исследования
По этой звезде проводились следующие исследования:
- The eclipsing variable TW CANCRI
- Photoelectric Observations of the Eclipsing Variable TW CANCRI